# Dead Funny
Dead Funny es una película independiente dramática de 1994 dirigida por John Feldman. Comienza con Vivian Saunders protagonizada por Elizabeth Peña, una mujer que regresa después de trabajar para encontrar a su novio Reggie Barker, protagonizado por Andrew McCarthy clavado a la mesa de su cocina con un cuchillo.

## Argumento
Vivian Saunders regresa a casa un día para encontrar a su novio Reggie Barker tendido sobre la mesa de su cocina clavado por una espada. Al inicio, Vivian piensa que es una especie de broma, pero pronto descubre que Reggie en verdad está muerto y, mientras llama a su mejor amiga Louise (Paige Turco) para intentar descubrir que pudo haber pasado y qué hacer, recuerda que ella perdió el conocimiento la noche anterior tras beber demasiado vino y no está segura de lo que hizo previo a desvanecerse.
Después de un par de llamadas, el grupo de apoyo a las mujeres de Vivian llega, y el asunto del cadáver de Reggie debe esperar mientras Vivian decide cómo proceder.

## Reparto
- Elizabeth Peña como Vivian Saunders
- Andrew McCarthy como Reggie Barker
- Paige Turco como Louise
- Blanche Baker como Bárbara
- Allison Janney como Jennifer
- Adelle Lutz como Mari
- Novella Nelson como Frances
- Lisa Jane Persky como Hannah
- Michael Mantell como Harold
- Ken Kensei como Yoshi
- Bai Ling como Norriko

## Publicación
Esta película sólo ha sido distribuida a través de los formatos VHS y LaserDisc.

## Críticas
David Nusair de DVD Talk habló negativamente de la película, diciendo que "para el momento que descubrimos lo que le ocurrió al personaje de McCarthy, resulta imposible que a uno le importe."
La revista Time Out también reseñó negativamente la película, escribiendo: "¿Cómo ocurrió?, ¿Quién lo hizo?, ¿A quién le importa? Probablemente no a Feldman, quien parece mucho más interesado en filmar los muslos desnudos de sus actrices." The New York Times declaró que Dead Funny "intenta con demasiado esfuerzo y muy poco resultado ser ingeniosa y ambigua que termina engañándose a sí misma."
Variety, en cambio, reseñó positivamente la película, alabando la actuación de Elizabeth Peña. 